# Harpalejeunea cinchonae
Harpalejeunea cinchonae là một loài Rêu trong họ Lejeuneaceae. Loài này được (Nees) V.F. Schiffner mô tả khoa học đầu tiên năm 1893.